# خانه بازی‌ها
خانه بازی‌ها (به انگلیسی: House of Games) فیلمی محصول سال ۱۹۸۷ و به کارگردانی دیوید ممت است. در این فیلم بازیگرانی همچون لیندسی کروس، جو مانتگنا، لیلیا اسکالا، جی.تی. والش، ریکی جی، ویلیام اچ میسی و میشاچ تیلور ایفای نقش کرده‌اند.